# Franz Xaver Fieber
Franz Xaver Fieber  (Praga, 1 de março de 1807 – Chrudim, 22 de fevereiro de 1872 ) foi um entomologista e botânico da República Checa. Ele foi um dos entomologistas de importância internacional do século XIX, em cujo trabalho se baseia a entomologia moderna. A partir de 1847 foi membro da Academia Alemã de Cientistas Naturais Leopoldina.

## Vida
De 1824 a 1828, Fieber estudou no Instituto Politécnico da Universidade de Praga e assistiu a palestras sobre economia, ciência administrativa e a nova linguagem, bem como sobre zoologia e botânica. Sua carreira foi moldada pela influência dos cientistas naturais Karl e Jan Svatopluk Presl , Johann Christian Mikan (1769–1844), Ignaz Friedrich Tausch (1793–1848) e Vincenz Franz Kosteletzky (1801–1887). Ele desistiu de sua profissão de cinegrafista e tecnólogo para se dedicar aos estudos biológicos, mas em 1832 tornou-se escriturário no Tribunal de Apelação de Praga e mais tarde diretor do tribunal distrital em Chrudim.
Durante sua carreira biológica, Fieber inicialmente lidou com botânica e ilustrou obras florísticas de, entre outros, Karl Presl, Jakob Sturm e Kaspar Maria von Sternberg. A partir de 1832 ele se ocupou cada vez mais com a entomologia, em particular com o estudo de "insetos semi-alados" (hoje insetos bicudos) e insetos de asas retas (hoje gafanhotos, baratas, louva-a-deus e bichos-pau). Ele recebeu seu doutorado à revelia em 1848, submetendo cinco publicações e três manuscritos à Faculdade de Filosofia em Jena.  Sua principal obra, Die europäischen Hemiptera. Halbflüger (Rhynchota Heteroptera), na qual descreveu pela primeira vez cerca de 200 espécies de insetos, apareceu em 1860; Suplementos foram publicados em 1864, 1868 e 1870. Sua coleção está agora no Muséum national d'histoire naturelle em Paris.

## Publicações (seleção)
- 1851: Genera Hydrocoridum secundum ordinem naturalem in familias disposita. Abhandlungen der Königl. Böhmischen Gesellschaft der Wissenschaften, 5(7): 181–211
- 1858: Criterien zur generischen Theilung der Phytocoriden (Capsini aut.). Wiener entomologische Monatschrift, 2: 289–347
- 1860: Die europäischen Hemiptera. Halbflüger. (Rhynchota Heteroptera). 444 pp.